# USS John S. McCain (DDG-56)
USS John S. McCain (DDG-56) — Шостий ескадрений міноносець КРО типу «Арлі Берк». Збудований на корабельні Bath Iron Works, приписаний до морської станції Йокосука, Японія. Спущений на воду 26 вересня 1992 року. Введений в експлуатацію 2 липня 1994 року.

## Назва
Есмінець «Джон Маккейн» названий на честь батька і сина Джона С. Маккейна старшого і Джона С. Маккейна молодшого, двох адміралів ВМС Сполучених Штатів. Джон С. Маккейн-молодший командував підводними човнами «Ганнел» і «Дентуда». Згодом він займав безліч постів, аж до поста голови Тихоокеанського командування ВС США. Джон Маккейн-старший командував авіаносцем «Рейнджер» і до 1944 року був командувачем авіаносної групи. Ці адмірали доводяться, відповідно, татом і дідусем Джону С. Маккейну III, колишньому військово-морському льотчикові, сенатору від штату Аризона і кандидату на президентський пост від Республіканської партії США на виборах 2008 року.

## Бойова служба
10 листопада 1995 року залишив Перл-Харбор для свого першого розгортання в зоні відповідальності 5-го і 7-го флоту США, з якого повернувся 10 травня 1996 року.
17 вересня 1996 року прибув в сухий док військово-морської верфі в Перл-Харбор для проходження тримісячного докового ремонту.
27 червня 1997 року прибув свій новий порт приписки на військово-морську базу Йокосука, Японія, після завершення 10-денного транзитного переходу з Перл-Харбор.
23 січня 1998 року залишив Йокосука для розгортання на Близькому Сході в складі бойової групи (CV 62), з якого повернувся 16 серпня.
15 квітня 2002 року залишив Йокосука для запланованого розгортання на Близькому Сході в складі бойової групи авіаносця USS «Kitty Hawk» (CV 63), з якого повернувся 24 серпня.
З січня по травень 2003 року був розгорнутий в західній частині Тихого океану і в Перській затоці в складі ударної групи авіаносця USS «Kitty Hawk» (CV 63).
З 10 січня по 28 березня 2005 року був розгорнутий в західній частині Тихого океану в складі ударної групи авіаносця USS «Kitty Hawk» (CV 63).
7 травня 2007 прибув із запланованим візитом до Владивостока, Росія, для участі в святкуванні Дня Перемоги.
10 березня 2008 року взяв участь у порятунку 11 членів екіпажу комерційного рибальського судна «Je 2 Bong Ho» (Громадян Республіки Корея) біля узбережжя Корейського півострова. 14 липня покинув порт приписки для запланованого розгортання, з якого повернувся 21 листопада.
З 12 по 29 березня 2011 року надавав гуманітарну допомогу після землетрусу, що стався 11 березня в Японії.
9 жовтня 2012 року залишив Йокосука для звичайного осіннього патрулювання, з якого повернувся 19 листопада.
5 березня 2014 року залишив Йокосука для весняного патрулювання, з якого повернувся 19 квітня. 23 травня покинув порт приписки для літнього патрулювання у складі ударної групи авіаносця USS «George Washington» (CVN 73). З 26 червня по 1 липня взяв участь у спільних військово-морські навчання ВМС Філіппін і США. Повернувся в порт приписки 7 серпня. 27 жовтня покинув порт приписки для осіннього патрулювання в західній частині Тихого океану, з якого повернувся 15 грудня.
7 січня 2015 року залишив порт приписки для патрулювання в західній частині Тихого океану, з якого повернувся 16 березня. 31 березня прибув в сухий док військово-морської верфі в Йокосука для розширеного докового ремонту, який покинув 28 січня 2016 року.
З 31 травня по 6 червень 2016 року проходив морські випробування. 24 серпня залишив порт приписки для виконання поставлених завдань. 1 вересня прибув з візитом в Апра, Гуам. З 2 по 4 жовтня перебував з візитом в порту Камрань, В'єтнам. 18 листопада повернувся в порт приписки після тримісячного патрулювання. 16 грудня залишив порт приписки для звичайного зимового патрулювання. 24 грудня прибув з дводенним візитом в Puerto Princesa, Палаван, Філіппіни. 23 січня 2017 прибув з шестиденним візитом в Субік-Бей, Філіппіни, де буде проведено дрібний ремонт корабля. 7 лютого повернувся в порт приписки після завершення патрулювання.
21 серпня 2017 року у Малаккскій протоці есминець зіткнувся з торгівельним судном «Alnic MC», у результаті чого 10 моряків загинуло.
27 жовтня 2019 року вийшов на ходові іспити після завершення ремонтних робіт у Йокосукі (Японія).
24 листопада 2020 року есмінець, який уже кілька днів перебуває в Японському морі, За твердженням Міноборони РФ порушив територіальні води РФ у затоці Петра Великого, «заглибившись за лінію морського кордону на 2 кілометри». Після отриманого застереження і зміни курсу великим протичовновим кораблем ТОФ «Адмірал Виноградов» на есмінець «Джон Маккейн» американський корабель відразу вийшов у нейтральні води".
7 квітня 2021 року здійснив транзит через Тайванську протоку відповідно до міжнародного права. Транзит корабля через Тайванську протоку демонструє прихильність США вільному та відкритому судноплавству в Індо-Тихоокеанському регіоні.
У вересні 2021 року змінив порт приписки Йокосука, і був перебазований в порт Еверетт, перейшовши таким чином в підпорядкування з сьомого флоту в третій флот ВМС США.